# Torneo Íscar Cup. Memorial Pedro Sánchez Merlo
El Torneo Íscar Cup. Memorial Pedro Sánchez Merlo se suele celebrar durante la primera semana de abril de cada año en la localidad de Íscar (Valladolid). Es un torneo de fútbol 7 categoría Bejamín. El Torneo se consolida como el más importante de España en su categoría. En él han participado equipos como el Real Madrid, F.C. Barcelona, Atlético de Madrid, Valencia C.F. o el A.C. Milan italiano, entre otros. Este encuentro sirve a su vez de recuerdo y homenaje a Pedro Sánchez Merlo, polifacético iscariense que, entre otras actividades, fue abogado y periodista, procurador de los Tribunales, redactor de Libertad (1939-1954), director de la extinta Hoja del Lunes (1965-1973) y presidente de la Asociación de Prensa de Valladolid, a la que dio un gran impulso.

## Estadios
Nuevo Estadio S. Miguel de Íscar (Valladolid). El Complejo Deportivo dispone de dos campos de fútbol de 105×68 metros -uno de césped natural y el otro artificial-, y Zona de cafetería, control y aseos; vestuarios y gradas cubiertas; vestuarios secundarios y un aparcamiento de vehículos con 70 plazas; la urbanización del eje principal de acceso peatonal; el tratamiento de más de 3,5 hectáreas de zona verde y arbolado; así como gradas en ambos campos de fútbol, la primera para un aforo de 408 espectadores sentados, en el de hierba natural, y la otra para unos 288 espectadores, en el de césped artificial.
Dentro del apartado técnico cabe reseñar la iluminación artificial de cada uno de los dos campos de fútbol, formada por cuatro torres de 22 metros de altura con 25 proyectores de 2.000 vatios.
Situación: Intersección entre carretera de Cogeces VP-1001 y carretera Íscar-Cuellar VP-1102. A unos 3km de Íscar.
Desde el año 2015 y debido al aumento en el número de equipos participantes, el torneo pasa a jugarse también en el Estadio San Juan de Pedrajas de San Esteban, que actúa como subsede a pocos kilómetros de la localidad de Íscar.

## Modalidad de juego
Se disputa en la modalidad de fútbol 7 Benjamín.

## Edición 2011
En la primera edición de la IscarCup participaron ocho equipos de categoría benjamín entre ellos el Atlético de Madrid, el Barcelona o el Sporting de Gijón. El torneo disputado los días 22 y 23 de abril se lo llevó finalmente el Valencia C.F. que doblegó al F.C. Barcelona en la final.

## Edición 2012
En su II edición el Torneo se consolida como el más importante de España en la categoría benjamín. Participaron los equipos del Real Madrid, F.C. Barcelona, Atlético de Madrid, Athletic de Bilbao, Valencia C.F (vigente campeón), Rayo Vallecano y C.D. Los Gatos de Íscar como representación española. Asimismo en su segunda edición el Memorial alcanza la categoría de internacional, contándose con la participación del A.C. Milan italiano.
JUEVES 5 DE ABRIL
(Fase de Grupos)
- ATCO. DE MADRID - VALENCIA C.F. 3-1

- F.C. BARCELONA - RAYO VALLECANO 5-1

- C.D. LOS GATOS DE ÍSCAR - REAL MADRID 1-5

- A.C. MILAN - ATHLETIC DE BILBAO 3-2

- ATCO. DE MADRID - RAYO VALLECANO 2-0

- F.C. BARCELONA - VALENCIA C.F. 1-0

- REAL MADRID - ATHLETIC DE BILBAO 0-2

- C.D. LOS GATOS DE ÍSCAR - A.C. MILÁN 1-2

- VALENCIA C.F. - RAYO VALLECANO 1-1

- F.C. BARCELONA - ATLÉTICO DE MADRID 3-1

- REAL MADRID - A.C. MILÁN 1-2

- C.D. LOS GATOS DE ÍSCAR - ATHLETIC DE BILBAO 1-2

VIERNES 6 DE ABRIL
(Semifinales)
- ATLHETIC CLUB DE BILBAO-F.C. BARCELONA 0-2

- ATLÉTICO DE MADRID-A.C. MILÁN 1-2

(3º y 4º Puesto)
- ATCO. DE MADRID-ATH. CLUB DE BILBAO 1-3

(Final)
- AC. MILÁN-F.C. BARCELONA 4-2

PLANTILLAS
Plantilla Milan 2012
Plantilla Barcelona 2012
Plantilla Madrid 2012
Plantilla Valencia 2012
Plantilla Athletic 2012
Plantilla Atlético 2012
Plantilla Los Gatos 2012
Plantilla Rayo 2012

## Edición 2013
Tuvo lugar los días 28 y 29 de marzo. En la edición 2013 participación los equipos del Real Madrid, F.C. Barcelona, Atlético de Madrid, Athletic de Bilbao, Valencia C.F, Deportivo de la Coruña, Málaga CF, Getafe CF, Real Valladolid, Rayo Vallecano, AC Milan y C.D. Los Gatos de Íscar.
JUEVES 5 DE ABRIL
(Fase de Grupos)
VIERNES 6 DE ABRIL
(Cuartos de Final)
- MÁLAGA C.F. 2-3 F.C. BARCELONA

- DEPORTIVO DE LA CORUÑA 1-0 RAYO

- VALENCIA C.F. 1-0 REAL MADRID

- ATH. BILBAO 1-2 REAL VALLADOLID

(Semifinales)
- F.C. BARCELONA 3-2 DEPORTIVO DE LA CORUÑA

- VALENCIA C.F. 1-0 REAL VALLADOLID

(3º y 4º Puesto)
- DEPORTIVO DE LA CORUÑA 2-1 REAL VALLADOLID

(Final)
- F.C. BARCELONA 3-0 VALENCIA C.F.

PLANTILLAS
Plantilla Los Gatos 2013
Plantilla Madrid 2013
Plantilla Athletic 2013
Plantilla Atlético 2013
Plantilla Málaga 2013
Plantilla Deportivo 2013
Plantilla Getafe 2013
Plantilla Milan 2013
Plantilla Rayo 2013
Plantilla Barcelona 2013
Plantilla Valladolid 2013

## Edición 2014
La cuarta edición de la IscarCup contó con la participación de 16 equipos, récord hasta ese momento gracias a la incorporación de debutantes en el certamen benjamín como fueron el Betis Balompié o el Sevilla F.C.
JUEVES 17 DE ABRIL
(Fase de Grupos)
VIERNES 18 DE ABRIL
(Cuartos de Final)
- R. VALLECANO 0 -VALENCIA 3

- R. VALLADOLID 0 -GETAFE 0 (GET. PEN.

- FC BARCELONA 5 -R. MADRID 0

- ATL. MADRID 1- AC MILAN 1 (MIL. PEN.)

(Semifinales)
- VALENCIA 0- GETAFE 0 (VAL. PEN.)

- MILÁN 2- FC BARCELONA 0

(3 y 4º puesto) 
- GETAFE CF 0- FC BARCELONA 3

(Final) 
- AC MILAN 0-VALENCIA CF 3

PLANTILLAS
Plantilla Los Gatos 2014
Plantilla Madrid 2014
Plantilla Atlético 2014
Plantilla Barcelona 2014
Plantilla Athletic 2014
Plantilla Betis 2014
Plantilla Getafe 2014
Plantilla Valladolid 2014
Plantilla RFEF 2014
Plantilla Milan 2014
Plantilla Rayo 2014
Plantilla Valencia 2014
Plantilla Sevilla 2014
Plantilla Atco S. Cristina 2014
Plantilla Bosco Arévalo 2014
Plantilla Celta 2014

## Edición 2015
El Torneo se disputó durante los días 2 y 3 de abril de 2015, en plena Semana Santa.
El campeón del torneo fue el equipo benjamín del Atlético de Madrid. Por primera vez asistieron al torneo los equipos portugueses del Oporto y el Sporting de Lisboa que junto al ya veterano A.C. Milan de Italia pusieron la nota internacional al evento. También por vez primera se celebraron algunos partidos del torneo fuera de Íscar más concretamente en el Estadio San Juan de Pedrajas de San Esteban.
JUEVES 2 DE ABRIL
(Fase de Grupos)
VIERNES 3 DE ABRIL
(Cuartos de Final)
- ATCO. DE MADRID 1- 0 VALENCIA

- VILLAREAL 3-3 (P) DEPORTIVO

- FC. BARCELONA 1- 2 REAL MADRID

- AC MILAN 0 - 2 CÓRDOBA

(Semifinales)
- ATCO. DE MADRID 3-0 DEPORTIVO

- REAL MADRID 2-1 CÓRDOBA

(3º y 4º puesto)
- DEPORTIVO 0-3 CÓRDOBA

(Final)
- ATCO. DE MADRID 4-2 REAL MADRID

## Edición 2018
Para el 2018 contó con 28 equipos, 17 de ellos representando a La Liga Santander y Liga Adelante de Primera y Segunda división. El torneo reunió a más de 400 jugadores de fútbol base en tres intensas y emocionantes jornadas.
El Barcelona levantó el trofeo tras derrotar al Real Madrid, convirtiéndose en la primera final con un Clásico. 
Resultados Íscar Cup 2018
PLANTILLAS
Plantilla Milan 2015
Plantilla Barcelona 2015
Plantilla Madrid 2015
Plantilla Valladolid 2015
Plantilla Deportivo 2015
Plantilla Celta 2015
Plantilla Almería 2015
Plantilla Atlético 2015
Plantilla Córdoba 2015
Plantilla Burgos Promesas 2015
Plantilla Villanovense 2015
Plantilla Villarreal 2015
Plantilla Oporto 2015
Plantilla Sporting Lisboa 2015
Plantilla Valencia 2015
Plantilla Zona Norte 2015
Plantilla Los Gatos 2015
Plantilla Bosco Arévalo 2015
Plantilla Getafe 2015
Plantilla Rayo 2015